# 逢ひみての
『逢ひみての』（あいみての）は、シンガーソングライターさだまさしの1993年10月25日発表のソロ19枚目のオリジナル・アルバムである。同年11月から翌年3月までの、さだまさしデビュー20周年記念コンサートツアーにも同じタイトルが用いられた。

## 概要
さだのデビュー20周年アルバム。タイトルは平安時代の権中納言藤原敦忠（藤原時平の三男で三十六歌仙の一人）の歌「逢ひみての後の心にくらぶれば　昔はものを思はざりけり」から取られている。
さだには世界各地を舞台にした曲を集めた『夢回帰線』シリーズがあるが、このアルバムはその日本版という位置づけであり、北海道から始まって日本列島を南下し、終曲が沖縄を舞台にした曲で終わるという構成になっている。
音楽的には、前作『ほのぼの』から深く関与するようになった名ギタリスト石川鷹彦と、父服部克久と共に2代にわたってさだと関係の深い服部隆之のプロデュースの下、前作同様、極力電子楽器類やエレキギター等を使わない、アコースティック・サウンドで作られたアルバムである。本作には先行シングル「幸福になる100通りの方法」のカップリング曲「東京物語」が収録されている。

## 収録曲
| 全作詞・作曲: さだまさし（特記以外）。 |                                                       |                        |                        |          |      |
| #                                      | タイトル                                              | 作詞                   | 作曲・編曲             | 編曲     | 時間 |
| 1.                                     | 「北の国から'93」                                     | さだまさし（特記以外） | さだまさし（特記以外） | 服部隆之 | 3:54 |
| 2.                                     | 「イーハトーヴ」(作曲: 石川鷹彦)                      | さだまさし（特記以外） | さだまさし（特記以外） | 石川鷹彦 | 3:55 |
| 3.                                     | 「落日」(ストリングスアレンジ: 服部隆之)              | さだまさし（特記以外） | さだまさし（特記以外） | 石川鷹彦 | 7:14 |
| 4.                                     | 「時計」                                              | さだまさし（特記以外） | さだまさし（特記以外） | 石川鷹彦 | 5:36 |
| 5.                                     | 「東京物語」(作曲: 服部隆之)                          | さだまさし（特記以外） | さだまさし（特記以外） | 服部隆之 | 6:05 |
| 6.                                     | 「山ざくらのうた」                                    | さだまさし（特記以外） | さだまさし（特記以外） | 石川鷹彦 | 4:46 |
| 7.                                     | 「修二会 (しゅにえ)」(ストリングスアレンジ: 服部隆之) | さだまさし（特記以外） | さだまさし（特記以外） | 石川鷹彦 | 4:25 |
| 8.                                     | 「心斎橋」                                            | さだまさし（特記以外） | さだまさし（特記以外） | 服部隆之 | 4:16 |
| 9.                                     | 「遍路」                                              | さだまさし（特記以外） | さだまさし（特記以外） | 石川鷹彦 | 4:15 |
| 10.                                    | 「吾亦紅」                                            | さだまさし（特記以外） | さだまさし（特記以外） | 石川鷹彦 | 5:35 |
| 11.                                    | 「広島の空」                                          | さだまさし（特記以外） | さだまさし（特記以外） | 石川鷹彦 | 5:59 |
| 12.                                    | 「理想郷 (ニライカナイ)」                             | さだまさし（特記以外） | さだまさし（特記以外） | 服部隆之 | 6:12 |
| 合計時間:                              | 合計時間:                                             | 合計時間:              | 62:12                  |          |      |

### 解説
- 曲名後の（）内は曲の舞台を示す。

1. 北の国から'93 (北海道・富良野)
ドラマ『北の国から』主題歌「北の国から〜遥かなる大地より〜」のリメイクである。『北の国から'93』というドラマは制作されておらず、テーマ曲の1993年版という意味のタイトルである。この曲の解説には『北の国から』テーマ曲製作に至るエピソードが書かれている。
2. イーハトーヴ (岩手・花巻）
さだの敬愛する宮沢賢治が岩手をエスペラント風に呼んだ「イーハトーヴ」による
3. 落日 (新潟・佐渡島)
夕日を、佐渡に保護センターのあるトキの色に譬えている。エンディングが単純な繰り返しになっているため、コンサートのエンディングによく使われ、観客と一緒にエンディング部分を歌うことが多い。
4. 時計 (千葉・成田空港)
空港を舞台に、かつての恋人と結婚相手である友人の新婚旅行を見送る男性の追憶を交えた曲。
5. 東京物語 (東京・千代田区 中央区)
タイトルは小津安二郎の映画『東京物語』より。小津安二郎生誕100周年のイメージソングになり映画館でも流された。2003年にテイチクから発売された『小津安二郎 ミュージック・アンソロジー』にもボーナストラックとして収録された。
6. 山ざくらのうた (長野・諏訪地方)
友人である画家・原田泰治と作家・椋鳩十に捧げられており、原田の描く信州の美しい田舎の風景を歌っている。後にさだの詩に原田が絵を描いた絵本も発売されている。
7. 修二会 (しゅにえ) (奈良・東大寺)
東大寺で三月に行われる修二会を題材にした曲で、「五体投（五体投地）」「南無観世音」など仏教的なフレーズが並ぶ。
8. 心斎橋 (大阪・心斎橋)
恋人に嘘をついたことに後悔を感じ、そのまま恋人が消えてしまうかもしれないと不安を抱えている女性の心情を歌った歌。曲の後半に恋人が心斎橋を渡って来てくれる時でも、女性の心には不安と希望が入り混じっている。
9. 遍路 (四国)
恋人と別れた女性の、遍路路を弘法大師ならぬ悲しみと同行二人（共に巡礼すること）する悲恋歌。タイトルからは四国の何処の県か特定することはできないが、歌詩には鳴門の渦潮や吉野川が書かれている。
10. 吾亦紅 (鳥取県)
吾亦紅（ワレモコウ）は植物の名。伯耆大山の麓の分校の子供たちと、彼らに野球を教える分校主任の歌。モチーフは実在の分校で、分校主任はさだの学生時代の友人である。
11. 広島の空 (長崎市)
1987年から2006年にかけて、毎年8月6日にさだが故郷長崎で行っていた「広島の原爆忌の日に長崎から広島へ向かって歌う」チャリティーコンサート『夏・長崎から』をテーマに平和への願いを歌った楽曲である。2005年大晦日の『第56回NHK紅白歌合戦』出場曲。また、さだにとって「被爆した叔母に向けての鎮魂曲」という意味も含んでいる。
12. 理想郷 (ニライカナイ) (沖縄)
エンディングにはアルバム冒頭の「北の国から」のメロディーが現れ、全体を締めくくる形になっている。

- 「北の国から'93」の作詩[1]はクレジットされていない。
- 「落日」「修二会」のストリングス・アレンジ： 服部隆之（ストリングスはロンドン・アビイ・ロードで収録）

## 主な参加ミュージシャン
- ギター、シンセサイザー： 石川鷹彦
- ピアノ： 倉田信雄、古田綾子
- ベース： 斉藤誠、高水健司

ほか